# Hogna baliana
Hogna baliana Roewer, 1959 è un ragno appartenente alla famiglia Lycosidae.

## Caratteristiche
I cheliceri sono di colore marrone; nella parte frontale sono di colore più scialbo e pallido.
L'olotipo femminile rinvenuto ha lunghezza totale è di 8 mm; la lunghezza del cefalotorace è di 3,5 mm e quella dell'opistosoma è di 4,5 mm.

## Distribuzione
La specie è stata reperita in Africa centrale: l'olotipo e il paratipo nel Camerun, nei pressi di Baliland.

## Tassonomia
Al 2017 non sono note sottospecie e dal 1959 non sono stati esaminati nuovi esemplari.